# Weymouth (Nuova Scozia)
Weymouth è un villaggio del Canada, situato nella provincia di Nuova Scozia.